# Indolestes risi
Indolestes risi là loài chuồn chuồn trong họ Lestidae. Loài này được Van der Weele mô tả khoa học đầu tiên năm 1909.